# Sveštica
Sveštica (cyr. Свештица) – wieś w Serbii, w okręgu morawickim, w gminie Ivanjica. W 2011 roku liczyła 1295 mieszkańców.